# Джордан, Лесли
Лесли Аллен Джордан (англ. Leslie Allen Jordan; 29 апреля 1955, Мемфис, Теннесси — 24 октября 2022, Голливуд, Калифорния) — американский актёр, комик и писатель.

## Биография
Лесли Джордан родился 29 апреля 1955 года в штате Теннесси. 
С 1986 года Джордан сыграл более 130 ролей в кино и на телевидении, в том числе в фильмах «Ранчо любви», «Прислуга», «Соединённые Штаты против Билли Холидей», сериалах «Юристы Бостона», «Тайны Палм-Спрингс», «Американская история ужасов». Исполнял постоянные роли в ситкомах «Пылая страстью» (1993—1995), «Крутые ребята» (2018—2019) и «Зовите меня Кэт» (2021—2022).
Роль Беверли Лесли в комедии «Уилл и Грейс» принесла актёру премию «Эмми» в 2006 году.
24 октября 2022 Джордан погиб в результате ДТП в Лос-Анджелесе в возрасте 67 лет.

## Награды и номинации
| Год  | Премия | Категория                                          | Работа       | Результат |
| ---- | ------ | -------------------------------------------------- | ------------ | --------- |
| 2006 | Эмми   | Лучший приглашённый актёр в комедийном телесериале | Уилл и Грейс | Победа    |